# Elezioni parlamentari in Slovacchia del 1998
Le elezioni parlamentari in Slovacchia del 1998 si tennero il 25 e il 26 settembre per il rinnovo del Consiglio nazionale. In seguito all'esito elettorale, Mikuláš Dzurinda, espressione di Coalizione Democratica Slovacca, divenne Presidente del Governo.

## Risultati
| Liste                                                               | Voti      | %     | Seggi |
| ------------------------------------------------------------------- | --------- | ----- | ----- |
| Movimento per una Slovacchia Democratica                            | 907 103   | 27,00 | 43    |
| Coalizione Democratica Slovacca (KDH - DÚ - DS - SDSS - SZS)        | 884 497   | 26,33 | 42    |
| Partito della Sinistra Democratica                                  | 492 507   | 14,66 | 23    |
| Partito della Coalizione Ungherese                                  | 306 623   | 9,13  | 15    |
| Partito Nazionale Slovacco                                          | 304 839   | 9,07  | 14    |
| Partito dell'Intesa Civica                                          | 269 343   | 8,02  | 14    |
| Partito Comunista di Slovacchia                                     | 94 015    | 2,80  | –     |
| Raggruppamento degli Operai di Slovacchia                           | 43 809    | 1,30  | –     |
| Slovacchia Nostra                                                   | 16 192    | 0,48  | –     |
| Partito Popolare Slovacco                                           | 9 227     | 0,27  | –     |
| Movimento Popolare Ungherese per la Riconciliazione e la Prosperità | 6 587     | 0,20  | –     |
| Iniziativa Indipendente della Repubblica Slovacca                   | 6 232     | 0,19  | –     |
| Unità Nazionale Slovacca                                            | 4 688     | 0,14  | –     |
| Béčko - Partito Operaio Rivoluzionario                              | 4 391     | 0,13  | –     |
| Partito Unito dei Lavoratori di Slovacchia                          | 3 574     | 0,11  | –     |
| Alternativa Nazionale di Slovacchia                                 | 3 034     | 0,09  | –     |
| Movimento della Terza Via                                           | 2 515     | 0,07  | –     |
| Totale                                                              | 3 359 176 | 100   | 150   |